# Grzegorz (Gebre Teklehaymanot)
Grzegorz (imię świeckie Tetmke Gebre Teklehaymanot, ur. 1956 w regionie Tigraj) – duchowny Etiopskiego Kościoła Ortodoksyjnego, od 1994 biskup Nazretu.
Sakrę biskupią otrzymał 13 listopada 1994.